# Cuy

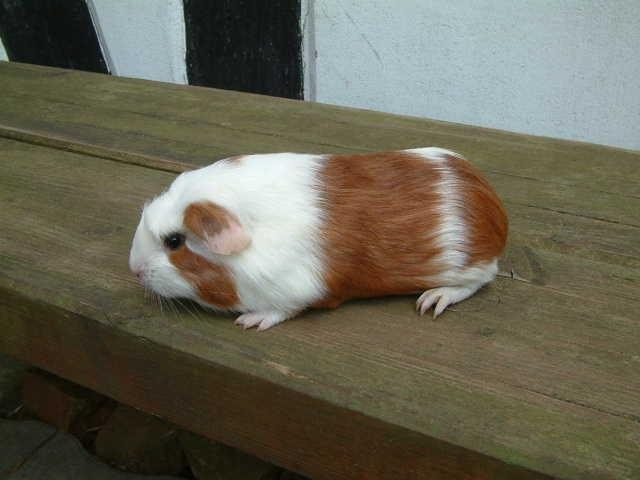
Cuy

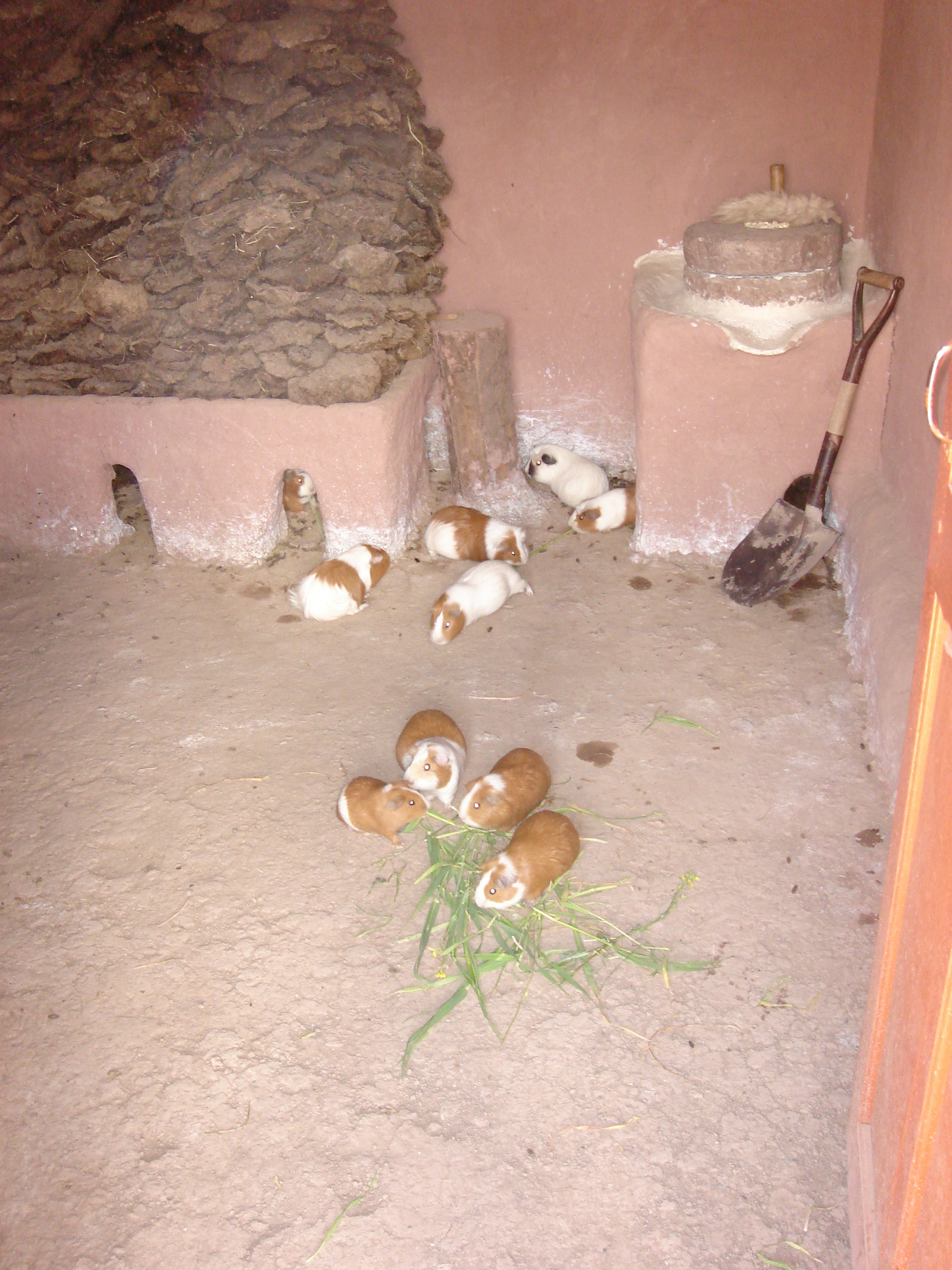
Cuy-Haltung in einer Küche in Peru

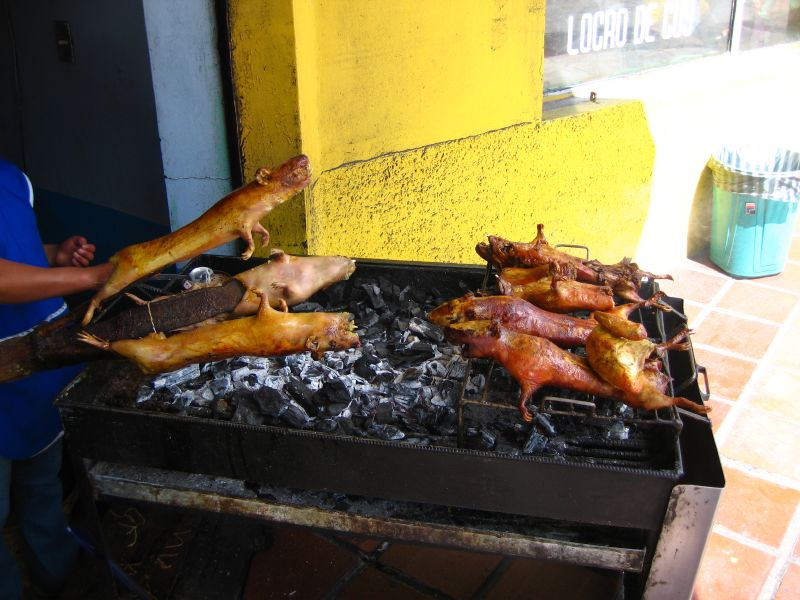
Cuy gegrillt in Ecuador

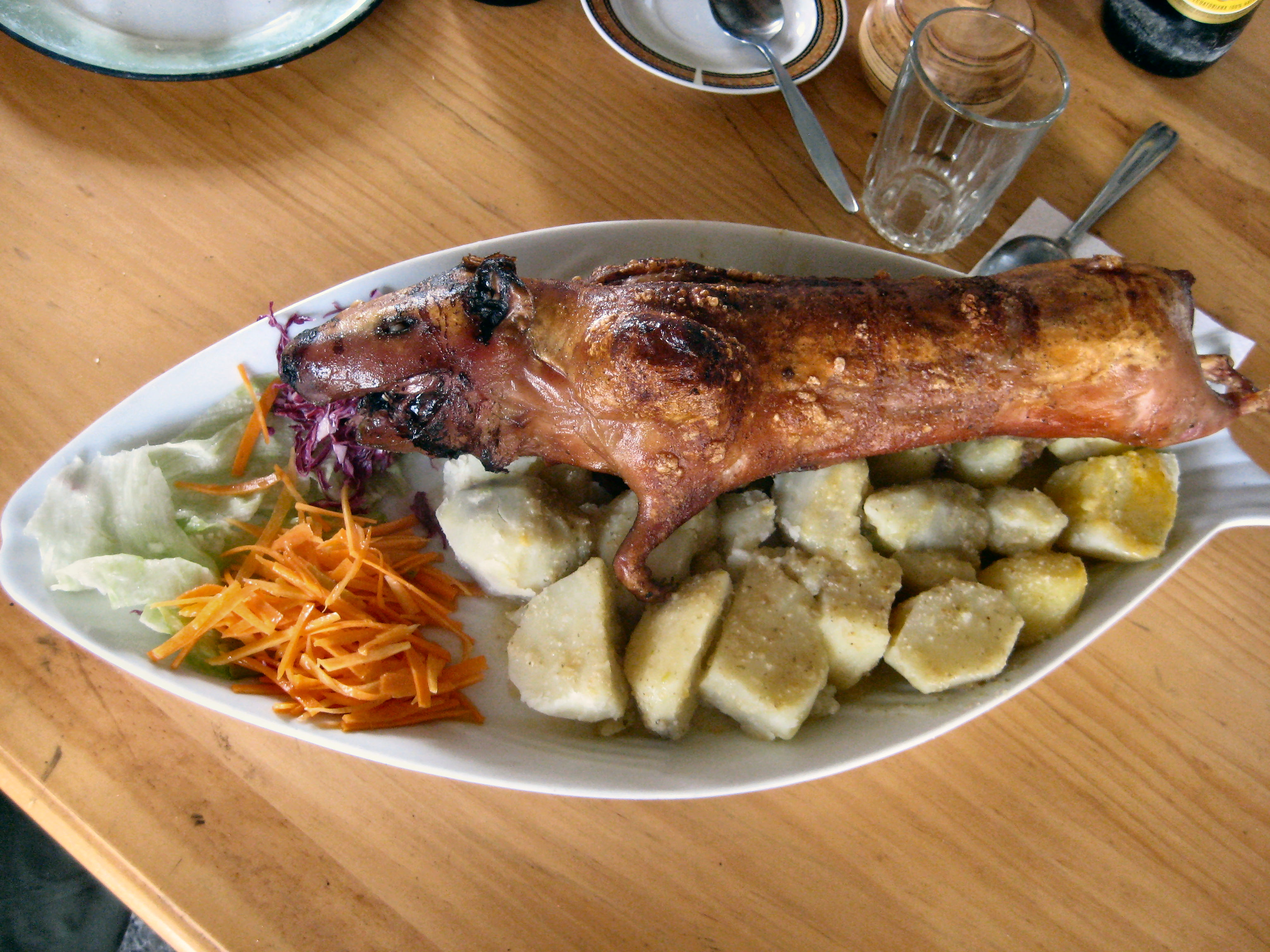
Cuy-Gericht in Ecuador

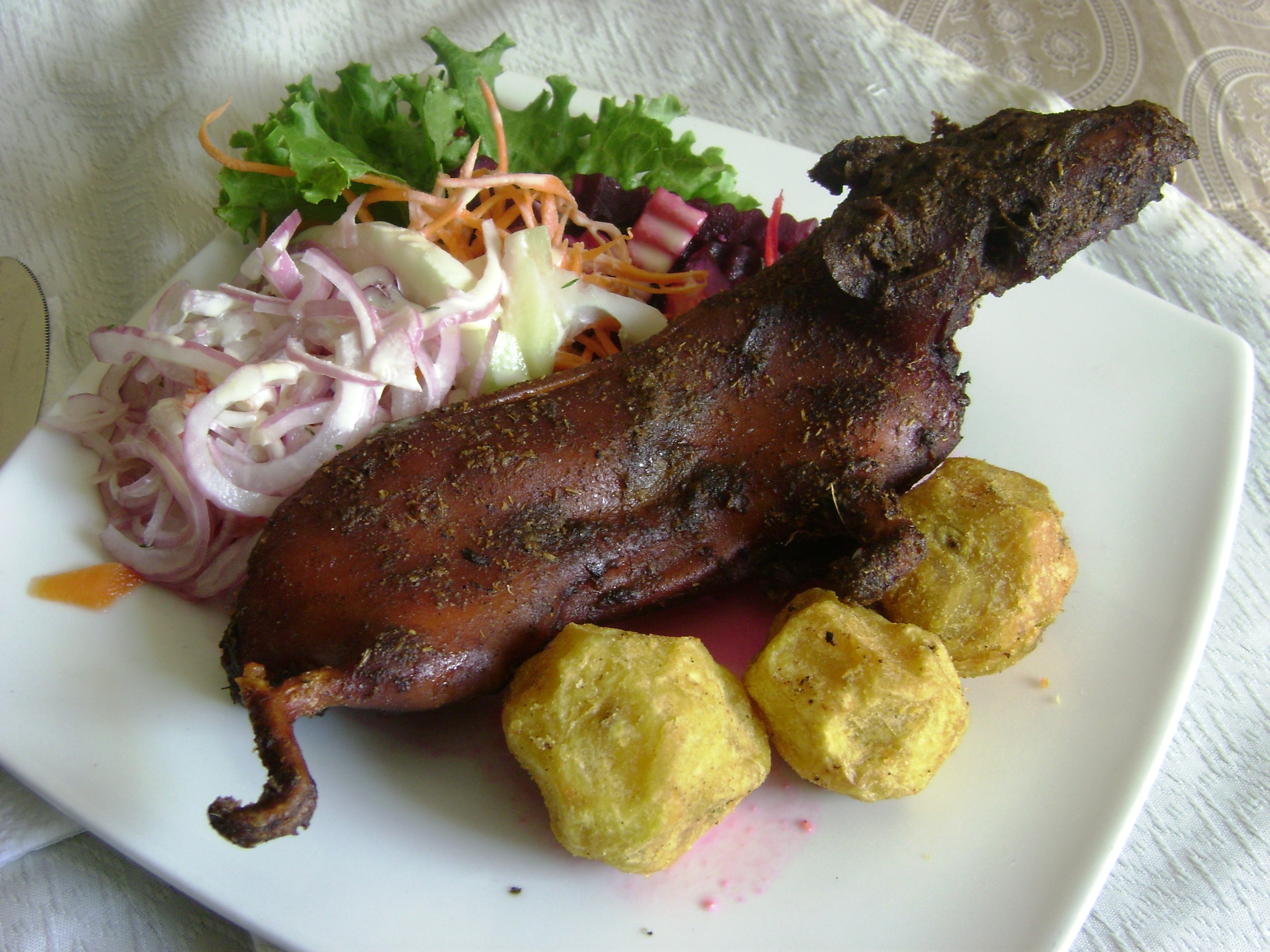
Cuy al horno (Cuy aus dem Ofen), Peru

Unter Cuy (abgeleitet aus dem lautmalerischen Quwi für Meerschweinchen aus dem Quechua) oder Riesenmeerschweinchen beziehungsweise seltener Cobayo (aus der Tupi-Sprache) werden im deutschsprachigen Raum besonders große Formen des Hausmeerschweinchens (Cavia porcellus) verstanden, die auf Import-Tiere aus kommerziellen südamerikanischen Zuchtlinien zurückgehen. Es handelt sich bei Cuys aber nicht um eine eigene Rasse von Meerschweinchen. Da in Südamerika (aber auch anderen europäischen Ländern) unter der Bezeichnung Cuy (beziehungsweise Cobayo) alle Meerschweinchen – vor allem verschiedene (Unter-)Arten der Wildmeerschweinchen (Cavia aperea) – verstanden werden, kommt es immer wieder zu Verwechslungen. In Südamerika selbst werden die Riesenmeerschweinchen cuy mejorados (d. h. „verbessertes Meerschweinchen“) beziehungsweise cuyes de la crianza comercial genannt, die normalwüchsigen Meerschweinchen hingegen criollos.

## Herkunft und Entwicklung
Cuys kommen, ebenso wie die normalwüchsigen Hausmeerschweinchen, ursprünglich aus Südamerika. Dort begannen ab den 1960er Jahren wissenschaftliche Institute, namentlich die nationale agrarwissenschaftliche Universität La Molina, mit dem Versuch, größere Meerschweinchen zu züchten. Dies diente dem Zweck, die dortzulande bereits traditionell zur Fleischerzeugung als Masttiere gehaltenen Meerschweinchen unter ökonomischen Aspekten (schnelles Größenwachstum, Vermehrungsfreude und Futterverwertung) durch Selektion zu optimieren. Diese Ansätze verfolgte das 1978 gegründete staatliche peruanische Instituto National de Innovatión Agraria (inia) im Rahmen nationaler Zuchtprogramme weiter. Im Ergebnis entstanden im Laufe der Jahrzehnte die bislang fünf verschiedenen kommerziellen Zuchtlinien Perú (2004), Andina (2005), Inka (2006) Inti (2013) und zuletzt Kuri (2021). Cuys gibt es in ihrem Herkunftsland hauptsächlich in den Rassen Glatthaar oder Crested in heller Farbe oder Farbkombinationen, da Fleischkörper mit dunkler Haut als unästhetisch gelten und Langhaartiere ungeeignet für die kommerzielle Massentierhaltung sind.

## Import und Verwendung in Europa
Die in Europa vereinzelt gezüchteten Cuys stammen von importierten Tieren aus Südamerika ab. In Deutschland trafen sie im Rahmen von etwa drei Import-Schüben ab etwa 1995 ein.  Sie dienen in Europa nicht dem Verzehr, sondern werden von Züchtern und Liebhabern aufgrund ihres beeindruckenden Erscheinungsbildes gehalten, oft zusammen mit normalen Hausmeerschweinchen. Es gibt sie hierzulande inzwischen in fast allen Rassen und Farben, die auch bei den normalwüchsigen Meerschweinchen üblich sind. Sie lassen sich nicht (mehr) auf eine der konkreten Zuchtlinien von inia zurückführen. Zuletzt wurden Tiere importiert, die Rassen beziehungsweise Fellzeichnungen angehörten, die es hierzulande zuvor bei den Hausmeerschweinchen noch nicht gab. So wurden Cuy mit der Fellzeichnung California, die ähnlich einer Siamkatze u. a. über eine dunkle Zeichnung im Nasenbereich verfügen, von Dr. Christian Koch im Jahr 2012 erstmals nach Deutschland eingeführt. Alle heute in Deutschland existierenden Tiere dieser Fellzeichnung, auch jene unter den Hausmeerschweinchen, stammen von diesen Ursprungstieren ab. 2017 folgten Cuys der Rasse Wolly (in Südamerika als Typo IV / Felpa bekannt), die über ein lockiges Kurzhaarfell verfügen, welches aber, im Gegensatz zu den schon länger bekannten Lockenrassen Rex, CH (Schweizer)-Teddy oder US-Teddy dominant vererbt wird.

## Unterschiede zum Hausmeerschweinchen
Der größte Unterschied zu den Hausmeerschweinchen besteht in ihrem Gewicht und in ihrem Verhalten. Während normale Hausmeerschweinchen im Alter von acht Wochen zumeist um die 400 g wiegen und mit etwa einem Jahr ausgewachsen sind und dann als Weibchen zumeist zwischen 700 und 1200 g und als Böckchen zwischen 800 und 1600 g erreichen, wiegt ein Cuybock der peruanischen Zuchtlinie Inti im Alter von 9 Wochen bereits 800 g und ein Zuchtbock der Linie Perú bringt mit 8 Wochen sogar bereits 1041 g auf die Waage. Das Erwachsenengewicht von männlichen Cuy wird in offiziellen Quellen mit 2–2,5 kg angegeben, jenes von unbelegten Sauen mit 1,5 kg. Südamerikanische Angaben zum Endgewicht erwachsener Sauen fehlen hingegen, da sie entweder in die Zucht gehen und das während einer Schwangerschaft erhobene Gewicht nicht aussagekräftig wäre oder sie eben der Verwertung zugeführt werden. Die Cuysauen deutscher Züchter erreichen ausgewachsen zumeist Gewichte von 1,3–1,8 kg. Es hat sich zudem gezeigt, dass Sauen, die mit einem Gewicht von 2 kg oder mehr zum Zuchteinsatz kommen, häufig nicht aufnehmen, also nicht schwanger werden, oder während der Schwangerschaft oder bei der Geburt versterben. Als empfehlenswert zur Zucht gelten deshalb Sauen, die das Gewicht von 1,6–1,8 kg noch nicht überschritten haben.
Auch wenn ein Gewicht von 2,5 kg für einen Zuchtbock bisweilen bereits reicht, um im Herkunftsland der Cuys bereits als Sieger aus Gewichtswettbewerben hervorzugehen, gibt es Hinweise darauf, dass einzelne Tiere noch schwerer werden. So heißt es in einer Veröffentlichung von inia, dass Böcke im Alter von 24 Monaten auch ein Gewicht von bis zu 2,8 kg erreichen könnten. Der Sieger eines Züchterwettbewerbes in Peru im Jahr 2021 brachte sogar stolze 3,05 kg auf die Waage. Vielfach wird ohne Quellenangabe behauptet, dass Cuys ein Gewicht von bis zu 4 kg erreichen können (so auch Marta Cadena Arias in dem deutschsprachigen Standardwerk Cuys – tatsächlich erreichte einer ihrer eigenen Böcke 3,8 kg). Entsprechende Belege aus Südamerika über tatsächlich existierende 4- kg-Tiere sucht man hingegen vergebens, insbesondere auch die Angabe darüber, ob es sich in solchen Fällen nicht um hochschwangere Sauen kurz vor ihrer Niederkunft handelte oder um Tiere, die gezielt gemästet worden waren.
Cuys erreichen aufgrund ihrer Schnellwüchsigkeit deutlich früher Zuchtreife als Hausmeerschweinchen. Zumeist werden sie im Alter von 3 Monaten und einem Gewicht von etwa einem Kilogramm erstmals belegt. Die Tragzeit ist, ähnlich wie beim Hausmeerschweinchen, mit 58–74 Tagen für ein Säugetier dieser Größe sehr lang. Die Wurfgröße variiert zwischen 1 und 8 Tieren (im Schnitt 3). Das Geburtsgewicht liegt, stark abhängig von der Wurfgröße, im Schnitt bei 146,9 ± 33,5 g pro Jungtier. In Südamerika werden die Jungtiere in der kommerziellen Zucht bereits im Alter von 10–14 Tagen von ihrer Mutter getrennt, da bei dieser zu diesem Zeitpunkt ein erneuter Eisprung einsetzt. Da solche ökonomische Erwägungen in der Liebhaberzucht in Deutschland keine Rolle spielen, belässt man hierzulande hingegen die Jungtiere bis zu einem Gewicht von 300–400 g und einem Alter von etwa 3 Wochen bei ihrer Mutter. Dann muss aufgrund einsetzender Geschlechtsreife die Trennung der Jungböcke von den Sauen erfolgen.
Die ersten nach Deutschland importierten Cuy wurden nur etwa 2–3 Jahre alt. Aufgrund ihrer züchterischen Selektion auf Schnellwachstum und Futterverwertung setzen sie bei übermäßiger oder unbedachter Futterzufuhr und mangelnder Bewegung sehr schnell Fett an, was ihr Herz-Kreislaufsystem und ihre Leber beeinträchtigen kann. Nutzt man hier als Halter aber seine Einflussmöglichkeiten, so kann auch hierzulande ein Cuy durchaus 5 Jahre oder älter werden. Trujillo (1994) gibt eine Lebenserwartung von 5–6 Jahren an.

## Nutztierhaltung in Südamerika
Meerschweinchen werden in der Andenregion in Peru, Bolivien, Ecuador und Kolumbien gegessen. In Peru werden bis zu 65 Millionen Meerschweinchen im Jahr verzehrt, von denen aber nur ein Bruchteil Cuys sind. Die meisten verzehrten Meerschweinchen in Peru haben ein Gewicht von 500 bis 600 Gramm, es handelt sich also um Criollos, somit Hausmeerschweinchen. Das Gewicht, mit dem Cuys aus den professionellen Großzuchtbetrieben ihrer Verwertung zugeführt werden, liegt hingegen bei einem Kilogramm. Nicht nur für die ländliche Bevölkerung sind Meerschweinchen eine Alltagsspeise und ein wichtiger Proteinlieferant. Geschmacklich liegt es zwischen Hühnchen und Schwein, es hat keinerlei Wildgeschmack, aber eine ausgeprägte Kruste. Ein traditionelles Rezept ist Cuy chactado.

## Cuys als Heimtier
Als Kuscheltiere eignen sich Cuys noch weniger als normalwüchsige Hausmeerschweinchen. Auch nach einigen züchterischen Generationen mit menschlicher Zuwendung sind die hierzulande verkauften Cuys überwiegend scheu und nicht handzahm. Es handelt sich also um Beobachtungstiere. Cuy haben im Vergleich zu normalgroßen Hausmeerschweinchen naturgemäß einen etwas höheren Platzbedarf und einen wahrnehmbar höheren Futterbedarf. Versteck- und Rückzugsmöglichkeiten werden eifrig genutzt. Gerade während der ersten Wochen (Monaten) der Eingewöhnung brauchen sie eine ruhige Umgebung, was die Haltung dieser Tiere als Haustiere für Kinder quasi ausschließt. Auf unerwartete Geräusche oder Bewegungen reagieren die Tiere oft hektisch. Sie können mit normalwüchsigen gleichgeschlechtlichen oder kastrierten Meerschweinchen oder als kastrierter Cuybock mit Hausmeerschweinchendamen zusammengehalten werden, wenngleich das Cuy dann oft die Chefrolle für sich einfordert.
In Deutschland werden Cuys hauptsächlich von erwachsenen Liebhabern in größeren Gehegen gehalten und sind nahezu ausschließlich bei Züchtern erhältlich. In Zoohandlungen sind sie kaum zu erwerben. Überwiegend sind die Züchter hierzulande aber noch wenig spezialisiert, so dass die Experimentierfreude überwiegt und reinrassige Zuchten (in Bezug auf Fellkleid und Farbe – Cuys sind ja keine eigene Rasse, sondern schlicht große Hausmeerschweinchen) eine absolute Ausnahme darstellen.
In Südamerika gibt es häufig Tiere mit Polydaktylie, also mit zu vielen Zehen, da für die Indigenen solche Tiere als besonders fruchtbar galten. In den großen südamerikanischen Zuchtfarmen achtet man auf normalzehige Tiere. In Europa und Nordamerika wird zumeist versucht, die als Erbfehler verstandene Polydaktylie herauszuzüchten. Es gibt aber durchaus Züchter, welche es in Hinblick auf das größere Gewicht der Tiere für sinnvoll erachten, wenn sich dieses auf eine größere Fußfläche verteilt. Es besteht ein Unterschied zwischen der Polydaktylie und den sogenannten Baumelzehen, die nicht fest mit dem Skelett verbunden sind und einen auch unter normalgroßen Hausmeerschweinchen häufigen, aber harmlosen Atavismus darstellen.
Die Verpaarung von gewöhnlichen Hausmeerschweinchen mit Cuys ist zwar möglich, jedoch gefährlich. Die enorme Größe eines Cuy-Männchens vererbt sich auf die Jungtiere. Dadurch ist die Wahrscheinlichkeit von Komplikationen während der Trächtigkeit und der Geburt (Riss der Gebärmutter, Geburtsstockung, Tod) sehr hoch, wenn das hinzugesellte Weibchen ein Hausmeerschweinchen ist. Die aus einer gemischten Verpaarung von einem Cuy und einem Hausmeerschweinchen entstandenen Jungtiere werden bis inklusive der dritten Folgegeneration (die Benennung als F1=Erste Folgegeneration, F2=Zweite Folgegeneration, F3=Dritte Folgegeneration folgt hierbei dem üblichen Schema, wie es auch bei Wolfshunden gemacht wird) als Hybriden gekennzeichnet, damit nicht versehentlich ein Bock mit Cuyvorfahren mit einem Hausmeerschweinchen verpaart wird. Solche Verpaarungen, sofern von erfahrenen Züchtern vorgenommen, dienen entweder dem Zweck, bislang nur bei Cuys existierende Fellzeichnungen oder Rassen in die Hausmeerschweinchenzucht zu transferieren oder umgekehrt, bestimmte Farben oder Rassen aus der quantitativ besser aufgestellten Hausmeerschweinchenzucht auf Cuys zu übertragen.